# 20—21-я линии Васильевского острова
20—21-я ли́нии Васи́льевского о́строва — улица в Василеостровском районе Санкт-Петербурга. Проходит от набережной Лейтенанта Шмидта до Среднего проспекта Васильевского острова.

## История
В начале XVIII века многие проезды Санкт-Петербурга назывались линиями, поскольку имели один ряд (одну линию) домов. В основном это были набережные рек и каналов. В «Описаниях российского императорского города Санкт-Петербурга» немецкий путешественник И. Г. Георги пишет: «Каждая из сих улиц разделяется в середине небольшими досками обкладенным каналом на две улицы; ряд домов в каждой из таких улиц называется линиею, в коих в каждой улице по две.» Первое упоминание линий на Васильевском острове относятся к 1710-м годам. По указу от 26 апреля 1767 года каналы были засыпаны, и получились обыкновенные проезды, однако стороны одной улицы сохранили разные номерные названия.
Первоначально линии проходили от реки Невы до Большого проспекта Васильевского острова. В 1890 году продлены до Среднего проспекта.

## Достопримечательности

### 20 линия
- Дом № 5—7 — бывшее здание Всероссийского научно-исследовательского и проектного института алюминиевой, магниевой и электродной промышленности, построено в стиле конструктивизм в 1934 году. Затем перестроено. С 2022 года — жилой дом[3].
- Дом № 13 — доходный дом П. Г. Франк, 1904 г., арх. Павел Сюзор[4].  7830539000
- Дом № 19, литера А — манеж лейб-гвардии Финляндского полка. Здание манежа лейб-гвардии Финляндского полка на 20-й линии Васильевского острова было построено в 1854 году, а в 1930-х перестроено под хлебзавод. При реконструкции 1960-х его увеличили на этаж и продлили по линии проспекта, при этом остались нетронутыми часть лицевых фасадов, исторические фундаменты, стены и оконные проёмы. В 2019 году землю выкупила группа компаний Legenda, запланировавшая построить на участке жилой дом. В документах, которые Legenda предоставила городу, хлебзавод значится как постройка 1939 года, поэтому он не попадает под действие охранных мер, запрещающих снос исторических дореволюционных зданий[5][6][7]. Против сноса хлебзавода выступили градозащитники, в 2020 году они подали иск в Куйбышевский районный суд, после чего на здание были наложены обеспечительные меры до окончания разбирательства[8]. В 2021 году суд признал здание хлебзавода постройкой 1854 года, что подтвердила экспертиза. Согласовавшие снос госорганы подали апелляцию, на разбирательство которой в качестве эксперта был приглашён автор проекта нового жк Евгений Герасимов. Апелляция была удовлетворена 7 апреля 2022 года, охранные меры с завода сняли в тот же день, а уже 8 апреля начался снос[5][9]. Ещё до вынесения вердикта суда вокруг здания установили забор и подогнали крупную строительную технику[10][11]. В надежде остановить снос, 8 апреля 2022 года градозащитники подали в КГИОП заявку на признание здания выявленным объектом культурного наследия[11]. Девелопер, однако, продолжил застройку, летом 2022 года начались продажи квартир в будущем жк, а в октябре того же года Кассационный суд разрешение на снос[12].

### 21 линия
- Дом № 2 — Санкт-Петербургский государственный горный университет.
- Дом № 8, литера А — Особняк А. Л. Франка, 1900 г.